# 晃洋書房
株式会社晃洋書房（こうようしょぼう）は、日本の出版社。所在地は京都府京都市。人文・社会科学を中心に学術図書を刊行しており、刊行総数は2,100点を越えている。

## 沿革
2020年には、新型コロナウイルス感染拡大に伴う書店の休業や営業時間短縮を受けて、送料無料の措置をとった。

### 年表
- 1960年 創業[1]
- 1962年4月 会社設立

## 主な発行物
- 『現実をみつめる道徳哲学』 ジェームズ・レイチェルズ 著
- 『ケアリング―倫理と道徳の教育 女性の観点から』 ネル・ノディングズ著
- 『第三の道とその批判』アンソニー・ギデンズ著
- 『コモンズ論再考』鈴木龍也、富野暉一郎著
- 『「語り口」の文化史』後藤宏行著